# Lavórbőgő

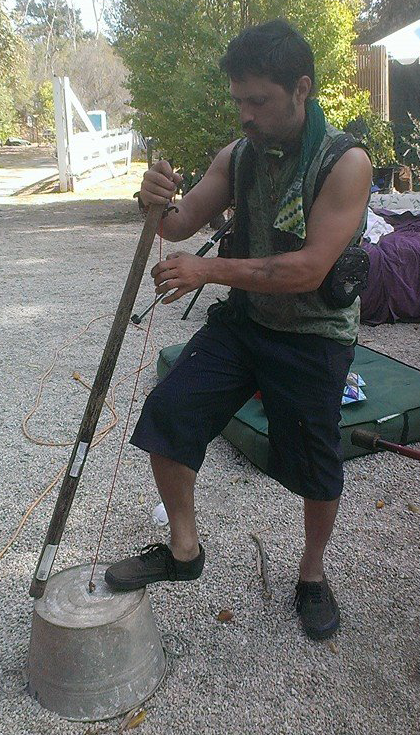

A lavórbőgő vagy bidofon (angolul washtub bass vagy gutbucket) egy húros hangszer, melynél a rezonátor szerepét egy fém mosóteknő tölti be. Számos változata ismert, főként a rezonátor eltérő mivolta végett. Eszerint számos néven találjuk meg a hangszert, mint a gas-tank bass, barrel bass, box bass (Trinidad), bush bass (Australia), babatoni (Dél-Afrika), tingotalango (Kuba), tulón (Olaszország), laundrophone és sok egyéb. Létezik négy vagy annál több húros, sőt hangolókulcsos változata is, de a hagyományos lavorbőgő egyhúros, és a rúd vagy bot előre-hátra mozgatásával lehet elérni a kívánt hangszíneket.
A hangszert jugbandekben használták, melyek az afro-amerikai közösségekben voltak népszerűek az 1900-as évek elején. Az 1950-es évek elején a brit skiffle együttesek használták különböző változatait (például tea chest bass) az 1960-as évekig bezárólag. Az amerikai népzenészek is használták a jugband hatású zenék feldolgozásánál.
Az eredeti hangszer fémjele az egyszerűség, a rendkívül olcsó csináld magad-konstrukció, a történelmi hagyományokhoz ragaszkodva. A modern hangszerépítők a fejlődéssel haladva azért némi módosításokat végeztek rajta, mint például a hozzáadott fogólap, pedál, elektronikus pickup, dob bőr, vagy a rúd rögzítése.
Magyarországon a Crazy Daisy Jug Band használ ilyen hangszert.

## Története
A zenetörténészek szerint eredete a földhárfáig nyúlik vissza, amikor egy darab kérget, vagy állati bőrt feszítettek egy üreg fölé rezonátorként használva azt. Az ang-bindi, amit a kongói baka törzs tagjai készítenek, jó példája ennek a hangszernek, amit megtalálunk a különböző törzsek között Afrikában és Dél-Kelet Ázsiában is. A dizájn fejlődése által a rezonátor később hordozhatóvá vált, és rengeteg variációja alakult ki, mint a dan bau (Vietnám) és gopichand (India), egészen a ma használatos „elektromos egyhúrosig”, amiben az erősítést egy hangszedő adja.
A lavórbőgőt általában jugbandekben használták, gyakran mosódeszkával, mint ütős hangszerrel kiegészülve. A jugbandek (korábban „spasm-bandek”) az afro-amerikai közösségekben, az 1900-as évek elején váltak népszerűvé New Orleansben, népszerűségük csúcsát 1925 és 1935 között érték el Memphisben és Louisvilleben. Ugyanebben az időben az appalachiai európai-amerikai közösségekben a „régimódi” népzenében alkalmazták a hangszert. A jugbandből eredeztetett zenei stílust „gut-bucket bluesnek” hívták, és azt a stílust idézte, amikor Sam Phillips a Sun Recordsnál az első Elvis Presley felvételt készítette.
Angliában, Ausztráliában, Új-Zélandon a skiffle band-ek egy teásdobozt választottak rezonátornak. A Beatles előtt John Lennon és Paul McCartney együttesében is szerepelt egy tea-chest bass, mint ahogy nagyon sok fiatal együttesben 1956 környékén.
Amerikában az 1960-as évek elején a népzene feléledése visszahozta az érdeklődést a lavórbőgő és a jugbandek iránt. Olyan együttesek tartoztak ebbe az irányzatba, mint a  Mother McCree's Uptown Jug Champions, amiből később a Grateful Dead alakult, és a Jim Kweskin Jug Band Fritz Richmonddal a hangszernél.
Willie "The Lion" Smith életrajzában azt írta, hogy a lavórbőgő eredete az afro-amerikai családoktól való, ahol mindenkinek megvolt a saját vödre vagy teknője, melyeket a chitterling étel készítése közben töltöttek meg.

## Jegyzett zenészek
- Will Shade énekes és multi-instrumentalista, a Memphis Jug Band tagja aki a 20-as évektől 1966-ban bekövetkezett haláláig játszott
- Fritz Richmond (1935-2005) számos felvételt készített Amerikától Japánig. Egyik washtub bass-a a Smithsonian Gyűjtemény része.
- Brian Ritchie a Violent Femme-ból "tubless electric washtub bass"-en játszik
- Les Claypool a Primusból gyakran játszik egy változatán, amit whamolának hívnak
- Len Garry, Ivan Vaughan, és Nigel Walley tea-chest bass zenészek a Quarrymenben
- That 1 Guy a washtub bass 'Mágikus Cső' nevű változatán és sok saját készítésű hangszeren játszik
- Terry Devine a Genuine Jug Band-ből Vancouverből
- A későbbi Dennis Johnson a Gutter Brothersből
- Zakk Wylde a Black Label Society-ből washtubon játszik a felvételeken. Élőben ezeket a részeket rendszerint elektromos gitáron játsszák
- Tony Davis a West Virginia Ridge Runnersből (Rock-A-Billy)
- A későbbi Terry McCoy a Home Made Music Bandből (50-es, 60-as, 70-es évek)

## Tea-chest bass
A tea-chest bass a washtub bass egy fajtája, ami teásdobozt alkalmaz rezonátorként. A hangszer egy rúdból, hagyományosan seprűnyélből készült, a dobozra vagy a doboz mellé helyezve. Egy vagy több húr volt kifeszítve a rúd és a doboz között.
Európában, főként Angliában és Németországban, a hangszert a skiffle bandek használták. Ausztráliában a hagyományos bush bandek használták a mély hangok keltésére, és bush bassnek hívták. Ma már inkább elektromos basszust vagy nagybőgőt használnak erre a célra.

## Egyéb variációk
Egyéb variációk is találhatók a világon szinte mindenütt, a rezonátor felépítése szerint. Például:
- gas-tank bass
- barrel bass
- box bass (Trinidad)
- bush bass (Ausztrália)
- babatoni (Dél-Afrika)
- dumdum (Zimbabwe)
- dan bau (Vietnám)
- sanduku (Zanzibár)
- tingotalango (Kuba)
- tulón (Olaszország)

Az ang-bindi a kongói baka törzs hagyományos hangszere, de más afrikai és délkelet-ázsiai törzseknél is megtalálhatjuk, általában inbindi néven.